# Seymour Papert

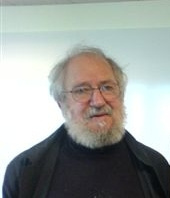
Seymour Papert (2006)

Seymour Papert (* 29. Februar 1928 in Pretoria, Südafrika; † 31. Juli 2016 in Blue Hill, Maine) war ein amerikanischer Mathematiker und Psychologe südafrikanischer Herkunft. Er war Professor für Mathematik und Erziehungswissenschaften am Massachusetts Institute of Technology.

## Leben
Geboren und aufgewachsen in Südafrika, engagierte Papert sich aktiv in der dortigen Anti-Apartheid-Bewegung. 1952 wurde er an der University of Witwatersrand promoviert. Von 1954 bis 1958 setzte er sein Mathematik-Studium an der Universität Cambridge in Großbritannien fort und erhielt 1959 einen zweiten Ph.D.
Von 1958 bis 1963 arbeitete er eng mit dem Erziehungswissenschaftler Jean Piaget an der Universität Genf in der Schweiz zusammen. Papert war weithin anerkannt als bekanntester und erfolgreichster Schüler Piagets. Piaget sagte einmal: „Niemand versteht meine Ideen so gut wie Papert.“
Ab 1963 war er Mitarbeiter am Massachusetts Institute of Technology und begründete zusammen mit Marvin Minsky das Artificial Intelligence Lab am MIT. Papert befasste sich intensiv mit dem Thema Kinder und Computer und entwarf 1967 mit Daniel G. Bobrow, Wally Feurzeig und Cynthia Solomon die Programmiersprache Logo.
Ab den 1970er Jahren veröffentlichte er eine Reihe von Artikeln und Büchern über Erziehung, Lernen, Denken, Artificial Intelligence und Mathematik.
Im Jahre 1985 war er zusammen mit Nicholas Negroponte Begründer des MIT Media Lab und führte dort das Media Arts and Science Program durch.

## Informationstechnologie und die „Revolution des Lernens“
Papert stellte aufgrund seiner Forschungen fest, dass sich in den letzten Jahrzehnten in fast allen gesellschaftlichen Bereichen wie Medizin, Verkehr, Telekommunikation ein radikaler Wandel vollzogen habe, dieser aber nicht in der Institution Schule vollzogen worden sei. Die Einbindung neuer Kommunikationsformen und Formen der Zusammenarbeit werde im Unterricht überwiegend nicht angewandt. Bestimmend sei immer noch der klassische „Frontalunterricht“.
Damit habe das System Schule „die systemimmanente Tendenz, Kinder unselbständig zu machen.“. Kindern werde nicht geholfen, wenn das Lernen lediglich darin bestehe, zum richtigen Zeitpunkt die richtigen Antworten zu geben. Dieses Verfahren nehme ihnen die Freude am Lernen.
Es sei folglich ein Wandel in der Institution Schule erforderlich. Dieser Wandel müsse radikal und schleichend zugleich sein. Er sei radikal, weil man nach Abschluss des Umwandlungsprozesses, in einem Vorher-jetzt-Vergleich, feststellen werde, dass Methoden und Formen der Didaktik sich durch den Einsatz von Computertechnologie umfassend verändert haben. Er sei aber auch schleichend, da der Veränderungsprozess aufgrund gesellschaftlicher Anpassungsprozesse insgesamt nur sehr langsam vorangehe. „Ein radikaler Wandel eines Systems kann nur durch langsame organische Entwicklung und in enger Übereinstimmung mit der gesellschaftlichen Entwicklung erfolgen.“
Papert war ein Vertreter der konstruktivistischen Lerntheorie, forderte also eine Schule, welche die kreative Entfaltung von Schülern wie Lehrern im Rahmen des Unterrichts bedingt. Als Instrument für diese kreative Wissenserschließung bietet sich die umfassende Integration von Informations- und Computertechnologie in den Unterricht an. Dabei soll ein mündiger Umgang mit Technologie im Rahmen des Unterrichts erfolgen, der die Lernmotivation der Schüler fördert und das Bildungsniveau auf lange Sicht anhebt.
Papert prägte den Begriff des Konstruktionismus, einer Lerntheorie, die das aktive Konstruieren als effiziente Lernmethode betont. Dieses situierte Lernen ermöglicht die Rekonstruktion des Gelehrten und nachfolgend eigenes Konstruieren durch den Schüler. Das Lernen ist eingebettet in den situativen Kontext und ermöglicht eine vollkommen andere, hochwertigere Qualität des Lernens.
Das Kind soll somit als Subjekt seiner Lernprozesse angesehen werden. Damit muss man den Kindern „früh altersgemäße, d. h. (nach Piaget) konkret-operative Zugangsmöglichkeiten zu den neuen Techniken eröffnen, Zugangsmöglichkeiten, die nicht der Lehrer auf ein genau definiertes Ziel hin vorherbestimmt, sondern die von den Kindern im Rahmen selbstbestimmter Lernprozesse erobert und erschlossen werden sollen.“

## Mitwirkung am Projekt „100-Dollar-Laptop“
Papert war als Berater im Rahmen des gemeinnützigen Projekts 100-Dollar-Laptop für Schüler engagiert. Der Schülerlaptop wird insbesondere für den Unterricht in den Entwicklungs- und Schwellenländer entwickelt, um die digitale Spaltung in der Welt zu vermindern.

## Schriften
- Mindstorms. Children, Computer and Powerful Ideas, Basic Books, New York, 1980, ISBN 0-465-04674-6
- Perceptrons, MIT-Press, 1988
- Die vernetzte Familie, Kreuz-Verlag 1998, ISBN 3-7831-1638-4
- Revolution des Lernens, Heise-Verlag 1994, ISBN 3-88229-041-2
- Trauen wir uns, die Bruchrechnung abzuschaffen? Ein Lackmustest für die Anhänger der Bildungstechnologie, in: Hartmut Mitzlaff (2007, Hg.), Internationales Handbuch: Computer (ICT), Grundschule, Kindergarten und Neue Lernkultur, Schneider Verlag, Hohengehren, ISBN 978-3-8340-0142-9, S. 19–29